# Ivan Zver
Ivan Zver ali Janoš Zver (roj. Zvér János), slovenski tiskar in knjigovezár v Prekmurju po prvi svetovni vojni. * 26. oktober, 1900; Brezovica pri Veliki Polani, Avstro-Ogrska, † 26. maj 1945, Vrapče pri Zagrebu.
Rodil se je v kmečki družini očetu Jožefu Zvejru in materi Barbari Raščan. Zver je podpiral izdaje prekmurskih knjig. Prosil je tudi mariborsko škofijo, da da knjižne vsebine v tisk. Leta 1929 je tiskal molitvenik Molite bratje! Knjigoveznico je odprl v Murski Soboti, na Glavnem trgu št. 4. pri današnji pošti, kjer je prevzel prostore bivše Slovenske knjigarne. Še istega leta je zaprosil za dovoljenje za odprtje knjigarne in papirnice. Leta 1930 se je njegova knjigarna preselila na Lendavsko cesto 12, poleg Benkove mesnice, kjer si je preuredil prostore za knjigoveško obrt in knjigarno.
Ivan Zver je knjigoveznico in knjigarno vodil do prihoda Rdeče armade 1945; ko je bil zaradi nenadne hude bolezni prepeljan v bolnišnico pri Zagrebu, kjer je umrl. Po njegovi smrti je knjigarno od 4. septembra 1945 do 1. maja 1948 vodila njegova žena Marjeta Győrfi, nato jo je morala zapreti zaradi premajhne dobave blaga. Kasneje je knjigarno v Murski Soboti prevzel Slovenski knjižni zavod z Državno založbo Slovenije.